# Чиркунов, Олег Анатольевич
Оле́г Анато́льевич Чиркуно́в (род. 15 ноября 1958, Кировск, Мурманская область, СССР) — российский государственный деятель. Губернатор Пермского края (2005—2012). Член Совета Федерации (2001—2004).

## Биография

### Ранние годы и образование
Родился в городе Кировске Мурманской области. В 1967 году переехал в Пермь. Выпускник класса с углублённым изучением математики средней школы № 9.
В 1981 году Чиркунов окончил факультет «Авиадвигатели» Пермского политехнического института по специальности «Экономика и организация машиностроительного производства». С 1983 по 1985 год работал вторым секретарём Ленинского райкома комсомола Перми. Был членом КПСС. В 1985 году окончил Высшую школу КГБ СССР и поступил на службу в КГБ.
В 1988 году заочно окончил юридический факультет Пермского государственного университета, а в 1990 году защитил кандидатскую диссертацию в Ивановском государственном университете, став кандидатом экономических наук.

### Предпринимательство
За несколько месяцев до распада СССР Чиркунов переехал в Швейцарию в качестве эксперта внешнеэкономического торгового представительства, где работал до 1994 года. Вместе со своим товарищем по комсомольской работе Юрием Трутневым занялся экспортом продовольственных и потребительских товаров из Европы через принадлежавшую последнему фирму «ЭКС». Чиркунов гордился, что первым привёз в Россию киндер-сюрпризы, ножи Victorinox, швейцарский шоколад.
В 1994 году Чиркунов вернулся в Пермь, оставив жену и детей в Швейцарии, и перешёл на работу в «ЭКС». С 1994 года Чиркунов работал заместителем генерального директора «Группы предприятий „ЭКС“», с начала 1996 года — директором «Экс Опт». которая специализировалась на импорте продуктов питания из Европы. С декабря 1997 года — директор ООО «Группа предприятий „ЭКС“» (Пермь). В 1997 году Трутнев избрался мэром Перми, и Чиркунов выкупил у него группу «ЭКС»
По состоянию на 2013 года в группу «ЭКС» входили 34 розничных магазина «Семья» и два торговых центры под тем же брендом, магазины одежды, сеть дискаунтеров «Диско», производство продуктов питания под маркой «Смак». «Семья» была одной из крупнейших в Пермском крае и контролировала 30—40 % местной сетевой розницы. Летом 2021 г. была продана «Ленте».

### Политика
В 1996 он провёл успешную избирательную кампанию Юрия Трутнева на выборах мэра Перми, в 1997 году сам избрался депутатом законодательного собрания Пермской области, где возглавил депутатскую группу «Диалог», которая представляла в региональном парламенте интересы мэрии Перми. Спустя четыре года он вновь возглавил штаб Трутнева уже на губернаторских выборах. После победы Трутнев с 18 января 2001 года назначил Чиркунова представителем губернатора в Совете Федерации. Был заместителем председателя сенатского комитета по бюджету, с 2002 года — членом комиссии по естественным монополиям.
Как сенатор получил широкую известность, когда единственным в верхней палате парламента проголосовал против нового текста государственного гимна России — стихов Сергея Михалкова к принятой в 2000 году мелодии Александра Александрова. В отличие от других членов Совфеда, Чиркунов без одобрения высказывался об инициативе президента Владимира Путина по отмене выборов глав субъектов России. «Независимая газета» отмечала, что Чиркунов единственным из пермяков среди влиятельных чиновников в Москве проявил заботу о пятерых земляках, захваченных в заложники в ходе теракта на Дубровке.

## Губернатор Пермского края
В апреле 2004 года Трутнев стал федеральным министром природных ресурсов и перед вступлением в должность с 25 марта 2004 года назначил Чиркунова и. о. губернатора Пермской области. По закону выборы должны были состояться в трёхмесячный срок, но поскольку область и Коми-Пермяцкий автономный округ находились в процессе объединения по результатам референдума 2003 года, по решению Путина статус и. о. был продлён до окончания слияния. Кандидатура Чиркунова на пост губернатора Пермского края была предложена президентом и почти единогласно поддержана законодательными собраниями Пермской области и Коми-Пермяцкого автономного округа в октябре 2005 года. В должность он вступил 1 декабря 2005 года, став первым назначенным губернатором в современной России. С 27 мая по 1 декабря 2008 — член президиума Государственного совета Российской Федерации.

### Реформы

#### Снижение налога на прибыль
На фоне спада в бюджетообразующих отраслях Прикамья ещё в качестве и. о. губернатора Пермской области Чиркунов инициировал снижение налога на прибыль с 24 % до 20 % за счёт региональной составляющей, и реализовал эту меру с 1 января 2006 года. Вопреки опасениям оппонентов, за год число налогоплательщиков выросло на 3 %, а доходы от взимания налога — на 8,6 % и продолжили рост в последующие годы.

#### Реформа госуправления
Параллельно с 2005 года началась реформа госуправления, в рамках которой впервые в России на государственном уровне была введена функционально-целевая модель управления. Регион отказался от отраслевой модели управления, а также первым в стране сформировал трёхлетний бюджет с разделением статей расходов на текущие издержки, необязательные статьи и долгосрочные обязательства. В органах власти был введён электронный документооборот, а чиновников обязали публично отчитываться о своей работе. Пример подал сам губернатор, который одним из первых среди глав регионов начал вести ЖЖ, а затем отдельный блог на WordPress.

#### Муниципальная реформа
Администрация Чиркунова расширила полномочия муниципалитетов и значительно увеличила их финансирование, в том числе, в рамках приоритетных краевых проектов. Дополнительно муниципалитетам были переданы 15 % НДФЛ и транспортного налога, взимаемых в регионе. Для вовлечения жителей края в работу местного самоуправления была запущена программа «Активные граждане — сильный муниципалитет», включавшая софинансирование гражданских инициатив по благоустройству в пропорции 1 к 3 (на 2012 год).

#### Пермская культурная революция
Чиркунов стал инициатором т. н. Пермской культурной революции — периода форсированного развития культурной среды в Пермском крае. В сентябре 2008 ходе IV Пермского экономического форума губернатор Пермского края объявил культуру одним из ключевых инструментов развития территорий и экономики.

### Отставка
28 апреля 2012 года указом Президента России Дмитрия Медведева освобождён от занимаемой должности по собственному желанию.
После ухода с госслужбы Олег Чиркунов занимался преподаванием в Высшей школе экономики, бизнесом и активно путешествовал по всему миру. В 2012 году в московском издательстве «НЛО» вышла его книга «Государство и конкуренция». В январе 2014 года Чиркунов объявил, что выбрал для проживания «хотя бы на полгода в году» Францию:

…жизнь надо менять и из Перми надо уезжать (…) В ближайшие пять-десять лет не Россия (…) Как любой русский, я люблю солнце, а у нас пожизненный дефицит солнечных лучей (…) Потому я и решил разместиться где-то на юге (…) не хочу видеть богатую и важную жизнь, мне пока надо что-то попроще. После вояжа Дордонь-Бордо-Тулуза-Пиренеи я оказался в Лангедоке. (…) Настоящая французская провинция, да еще и один из основных винных регионов страны. Здесь нет русских, это «голландско-английская зона» Франции..

## Прочее

### Семья
Олег Чиркунов был женат на Татьяне Чиркуновой (1957 г.р.), развёлся в 2012 году. У них двое сыновей — Антон и Андрей. Антон Чиркунов известен как предприниматель, основатель сервиса вызова частных водителей Wheely.

### Имущество и доходы
- Владелец торговой розничной сети супермаркетов «Семья» в г. Пермь[29]. В 2021 году «Семья» была продана санкт-петербургской сети «Лента»[30] .
- По официальным данным, предоставленым в 2009 году в собственности находились[31]:
  - квартира в Перми,
  - земельный участок и баня на реке Сылва (Пермский край),
  - квартира в Москве в Малом Козихинском переулке,
  - автомобиль Mercedes.
- По утверждению «Новой газеты»[32], имеет квартиру в Швейцарии. Сам Чиркунов утверждал, что недвижимости в Швейцарии в собственности он не имеет, а «всё что есть — аренда»[33].

### Отношение к коррупции
- Олег Чиркунов публично призывает бороться с коррупцией (в том числе в Пермском крае)[34].
- По информации пермского интернет-издания «Деловой квартал» от 26 августа 2009 г., губернатор пермского края Олег Чиркунов призывает собирать на него компромат. Губернатор просит открыто информировать его о коррупционных деяниях, которые он совершает. Что, по мнению губернатора, дает ему возможность спокойно всё объяснить с позиции счастливого человека, любящего свободу[35].

## Книги
- Олег Чиркунов. Штрихи. — Пресс-центр, 2003. — 2000 экз.
- Олег Чиркунов. Государство и конкуренция. — М.: Новое Литературное Обозрение, 2012. — 240 с. — ISBN 978-5-86793-961-8.
- Олег Чиркунов. У города должна быть мечта — Пермь: Стиль-МГ, 2011. — 20 с. — ISBN 978-5-8131-0114-4

## Статьи
- Малый бизнес: Невменяемый налог // Ведомости. 2002.
- О социально-экономическом и политическом положении Пермской области. Доклад исполняющего обязанности губернатора. Пермь, 17 июня 2004 года.
- О социально-экономическом и политическом положении Пермской области. Доклад исполняющего обязанности губернатора. Пермь, 23 июня 2005 года.
- О социально-экономическом и политическом положении Пермского края. Доклад губернатора Пермского края. Пермь, 22 июня 2006 года.
- Доступное жилье: Управление горячим рынком // Ведомости. 2006.
- Региональная политика: Условие развития — конкуренция // Ведомости. 2006.
- Социально-экономическое и политическое положение Пермского края. Доклад губернатора Пермского края 19 июля 2007 года.
- Государственное управление: Деловой подход // Ведомости. 2007.
- Создание города: конкуренция за людей мыслящих // Экономическая политика. 2008. № 5. С. 5—8.
- Здравоохранение: конкурентная модель // Экономическая политика. 2008. № 4. С. 157—169.
- Государство и конкуренция // Экономическая политика. 2008. № 1. С. 196—203.
- Социально-экономическое и политическое положение Пермского края. Доклад губернатора Пермского края 18 декабря 2008 года.
- Здравоохранение: Конкурентная модель // Ведомости. 2008.
- Коллективная безответственность // Коммерсантъ-Власть. 2010. № 44 (898).
- Экономическое чудо: рынок и культура // Вопросы экономики. 2010. № 9. С. 15—25.
- Традиционные формы региональной поддержки промышленности // Вопросы государственного и муниципального управления. 2010. № 3. С. 73—88.
- Социально-экономическое и политическое положение Пермского края. Доклад губернатора Пермского края 18 марта 2010 года. Пермь: Агентство «Стиль-МГ», 2010. — 40 с.
- Амбиции многослойного города // Эксперт. 2010. № 36 (720). С.76 — 79.
- Электронное правительство региона // Экономическая политика. 2010. № 5. С. 112—117.
- Инновационное развитие промышленного региона // Экономическая политика. 2010. № 3. С. 46 — 63.
- Компактный город // Экономическая политика. 2011. № 2. С. 85 — 94.
- Арифметика градопланирования // Эксперт. 2011. № 10 (744).
- Закон о госзакупках превратился в лазейку для неэффективной работы // Ведомости. 2011. № 52 (2818).
- Налоговые законы написаны кровью бизнесменов // Ведомости. 2011.
- У нации должна быть мечта // Ведомости. 2011. N 179 (2945).
- Технология государственного управления: делегирование полномочий // Государственная служба. 2011. № 2. С. 13-16.
- Открытые коды управления регионом // Государственная служба. 2011. № 3. С. 40-46.
- Управление мотивами в здравоохранении // Вопросы экономики. 2011. № 10. С. 132—141.
- Заложники справедливости // Эксперт. 2011. № 48 (781)

## Признание
- 2 мая 2012 года указом Президента РФ О. А. Чиркунов награждён Орденом Почёта[36].
- Лауреат Национальной премии «Музыкальное сердце театра» за поддержку музыкального театра (2007).